# جين أتكينز
جين أتكينز (بالإنجليزية: Gene Atkins)‏ هو لاعب كرة قدم أمريكية أمريكي، ولد في 22 نوفمبر 1964 في تالاهاسي في الولايات المتحدة.

## وصلات خارجية
- جين أتكينز على موقع مرجع كرة القدم المحترفة.كوم (الإنجليزية)